# انوری
اوحدالدّین محمّدبن محمّد انوری (یا علی بن محمد انوری) معروف به انوری ابیوردی و «حجّةالحق» از جملهٔ شاعران و دانشمندان ایرانی سده ۶ قمری در دوران سلجوقیان است.
انوری استاد قصیده سرای شعر پارسی و آراسته به هنرهای خوش‌نویسی و موسیقی بوده‌است. او از دانش‌های ریاضیات، فلسفه و موسیقی بهره‌ور و در اخترشناسی به زبان خود مرجع بوده‌است. وجود گواه‌ها و نشانه‌هایی در شعر انوری سخن از آگاهی او از موسیقی دارد و همین امر برخی از پژوهندگان را برانگیخته تا او را موسیقی‌دانی تحصیل کرده بدانند.
بعضی از شعرهای انوری را دیگر افراد ناشاعر یا شاعر به اسم خود در کوی و برزن و شهرهای دیگر بیان میداشتند

## زندگی
انوری از مردم روستای بادنه (بدنه) ابیورد و پدرش از کارگزاران درباری و به گفته‌ای سرپرست میهنه بود. او برای پسر خود میراث فراوانی به جا گذاشت که انوری همه را صرف خوش‌گذرانی و عیاشی کرد و پس از مدتی از فرط تهی‌دستی، ناچار به شاعری در دربار شاهان شد.
اطلاعاتی که از زندگی انوری ابیوردی وجود دارد به گزارش‌هایی بازمی‌گردد که در تذکره‌ها و آثار ادبی مانند تذکره دولتشاه سمرقندی، تاریخ گزیده حمدالله مستوفی، لباب الالباب عوفی، مجمع الفصحای هدایت و تذکره آتشکده گردآوری شده‌است. همچنین خود آثار انوری نیز گزارش‌هایی از زندگی او بدست می‌دهد.
به گفته دولتشاه سمرقندی، او در جوانی، چندی در مدرسه منصوریه توس به دانش آموختن علم‌ها پرداخت و دانش‌های عقلی و نقلی از قبیل فلسفه، اخترشناسی، موسیقی، ریاضیات، پزشکی، منطق و ادبیات عرب را فرا گرفت. در شعرهای او اشاره‌ای است که بر اثر علاقه به آثار پورسینا، عیون الحکمة او را به خط خود کتابت کرده‌است.
انوری سفرهایی به موصل، بغداد، بلخ، مرو، نیشابور و فرارود کرده‌است، ولی در دوران کمال شاعری اقامت‌گاهش مرو، تختگاه سلطان سنجر سلجوقی بود. هنگامی که قطعه‌ای در هجو مردم بلخ به نام انوری منتشر شد، خشم و غوغایی در مردم بلخ برانگیخت و کار به آنجا کشید که قصد کشتنش را کردند، اما جمعی از بزرگان بلخ مانند قاضی حمیدالدین بلخی صاحب کتاب مقامات حمیدی به شفاعت از او برخاستند و انوری جان سالم به در برد.
بیشتر، سال ۵۸۳ را سال درگذشت او می‌دانند. ادوارد براون وفات وی را در سال ۵۸۱ و بنا به عقیده هرمان اته و ژوکوفسکی در سال‌های میان ۵۸۷–۵۸۵ عنوان کرده‌است. انوری دارای طبعی قوی بوده، در بیان معانی مشکل به صورتی روان مهارت داشت، و چیره‌دستی خود در قصیده و غزل را به اثبات رسانید.
آرامگاه وی در بلخ است. همچنین مقبره الشعرای تبریز و نیشابور را نیز به عنوان مدفن وی معرفی کرده‌اند.

## آثار و تالیفات
دیوان انوری، قریب به پانزده هزار بیت می‌باشد. این دیوان در قالب‌های شعری مختلفی مانند قصیده و قطعه سروده شده‌است. بیشتر شهرت انوری برپایه قصاید اوست و اشعار فکاهی و هزل وی عمدتاً در قالب قطعه می‌باشند. همچنین او دو اثر دیگر بنام‌های البشارات فی شرح الاشارات و رساله‌ای در عروض و قوافی از خود بجای گذارده‌است. کتاب نخست شرح و حاشیه‌ای است که انوری بر کتاب الاشارات ابن سینا نگاشته و بگونه‌ای آن را تفسیر نموده‌است. از یکی از شاعران متقدم انوری به نام قطران تبریزی دیوانی در تهران نگهداری می‌شود که گویا اعلام شده که به خط انوری ابیوردی نوشته شده‌است و این با پیشینه‌ای که از هنر خوشنویسی وی گفته‌اند همخوانی دارد. همچنین انوری کتابی در طب یا نجوم بنام «کتاب مفید» بنام شاه قطب الدین مودود برزنگی حاکم موصل تألیف کرده بود. همچنین کتاب عیون الحکمه ابوعلی سینا را نیز بازنویسی کرده بوده‌است.
انوری در قصاید خود مداحی‌هایی دارد، از جمله مدح ملک الامرا طغرل تگین غازی بیگ الب‌ارغو(آل افراسیاب)(حکومت ۴۵۵ق/۱۰۶۳م)، را گفته‌است.
| طغرل تگین به تیغ جهان را نظام داد |  | زو بیشتر گرفت و به کمتر غلام داد   |
| جیشش خراج خطهٔ چین و ختا ستد       |  | امنش قرار مملکت مصر و شام داد      |
| ناموس جور و فتنه به خنجر قوی شکست |  | آرام ملک و دین به سیاست تمام داد   |
| جودش کفاف عمر به خرد و بزرگ برد   |  | عدلش حیات تازه به خاص و به عام داد |

## شاعری

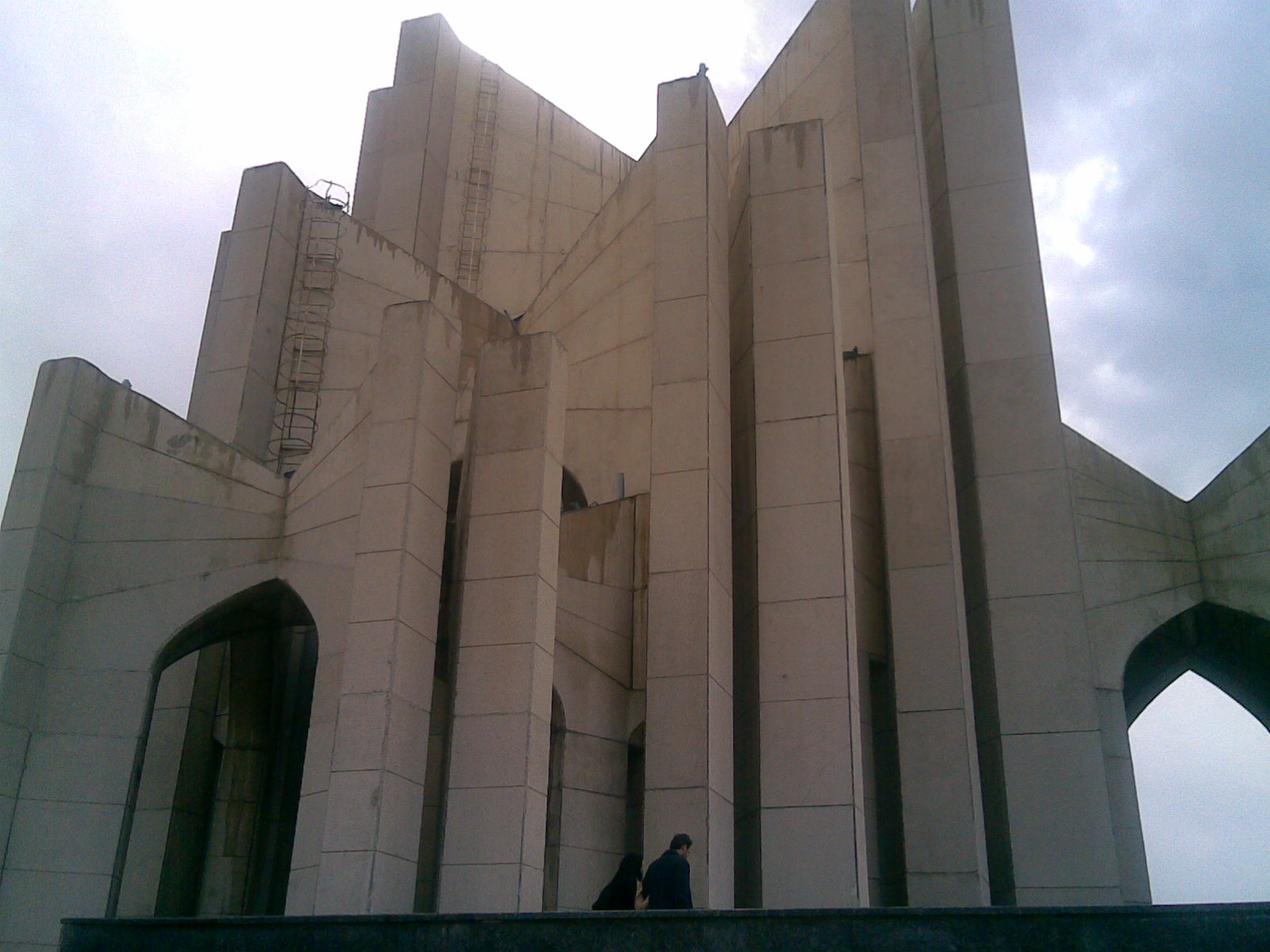
در تاریخ گزیده حمدالله مستوفی مدفن انوری را در مقبره الشعرای تبریز عنوان کرده و این در حالیست که دولتشاه در تذکره خود بلخ را مدفن این شاعر قرن ششمی دانسته‌است..

دیوان شعرهایش را ابتدا سعید نفیسی و سپس محمدتقی مدرس رضوی تصحیح کرده‌اند. انوری در قصیده و قطعه اعجاز می‌کند و از تلمیح‌گویان چیره‌دست است. گفته‌اند که از حیث روانی الفاظ و کلمات و ترکیب‌ها به متنبی و سید حمیری و ابوالعتاهیه شبیه‌است در زبان عرب.
از لحاظ عقیدتی بسیاری چون قاضی تستری صاحب مجالس و الامین العاملی صاحب اعیان الشیعه و طهرانی مؤلف الذریعه و افندی و غیرهم قائل به تشیع وی هستند. از کتاب‌هایی که دربارهٔ وی نگاشته شده‌است، مفلس کیمیافروش نوشتهٔ شفیعی کدکنی است. از ویژگی‌های تأثیرگذار او این را می‌توان ذکر نمود که تقریباً برای تمامی هم‌عصران و متاخران خود دارای احترام و منزلت مانده و همیشه او را در ردیف بزرگ‌ترین شاعران فارسی سرای آورده‌اند. انوری معانی و نکات ظریف را با اصطلاحات روزمره و نیز مفردات مکلف عربی می‌آمیخت و سبک و گونه‌ای خاص خود پدیدآورده بود. بسیاری از اشعار انوری هجو و هزل می‌باشد که انتقاد نیشداری به اوضاع زمان خود در آن‌ها بیان می‌کرده‌است.

## پیامبری در شعر
شهرت انوری به دلیل قصاید و توانایی بالای پردازش ادبی اوست. در شعری که به جامی منسوب است آمده: <<در شعر سه تن پیمبرانند/هرچند که لانبی بعدی/اوصاف و قصیده و غزل را/فردوسی و انوری و سعدی>>. توان بالای انوری در بکارگیری اصطلاحات ادبی و عبارات لطیف و معانی بلیغ موجب شده تا بزرگان ادب ایران با او به دیده احترام نگاه کنند. کسانی مانند نظامی عروضی، جامی، آذر بیگدلی او را از بزرگان ادب فارسی دانسته‌اند.

## ترک شاعری و هزل سرایی
انوری چنان‌که از اشعارش و همچنین تصریح تذکره نویسان بر می‌آید در انتهای زندگی از شعرگویی و هزل سرایی و هجو گویی توبه نموده‌است. چنان‌که شفایی اصفهانی و خاکشیر اصفهانی و عده‌ای دیگر نیز اینگونه بوده‌اند.
| دی مرا عاشقکی گفت غزل می‌گویی؟     |  | گفتم از مدح و هجا دست بیفشاندم هم |
| گفت چون؟ گفتمش آن حالت گمراهی رفت |  | حالت رفته دگر باز نیاید ز عدم     |

## نمونه‌ای از اشعار انوری
| جانا به غریبستان چندین بنماند کس |  | باز آی که در غربت قدر تو نداند کس |
| صد نامه فرستادم یک نامهٔ تو نامد  |  | گویی خبر عاشق هرگز نرساند کس      |
| در پیش رخ خوبت خورشید نیفروزد    |  | در پیش سواران خر هرگز بنراند کس   |
| هر کو ز می وصلت یک جام بیاشامد   |  | تا زنده بود او را هشیار نخواند کس |

نمونه ای دیگر:
| چه نازست آنکه اندر سر گرفتی؟ |  | به یکباره دل از ما برگرفتی  |
| ترا گفتم که با من آشتی‌کن     |  | رهاکرده، رهی دیگر گرفتی     |
| دریغ آن دوستی! با من به‌یکبار |  | شدی در جنگ و خشم از سرگرفتی |
| مرا در پای غم کُشتیّ و رفتی    |  | هوای دیگری در سر گرفتی      |

نمونه‌ای از یک غزل:
| ای دیر به دست آمده بس زود برفتی |  | آتش زدی اندر من و چون دود برفتی |
| چون آرزوی تنگ‌دلان دیر رسیدی     |  | چون دوستی سنگ‌دلان زود برفتی     |
| زان پیش که در باغ وصال تو دل من |  | از داغ فراق تو برآسود برفتی     |
| ناگشته من از بند تو آزاد بجستی  |  | ناکرده مرا وصل تو خشنود برفتی   |
| آهنگ به جان من دلسوخته کردی     |  | چون در دل من عشق بیفزود برفتی   |

## دانش و مرتبهٔ علمی
دائرةالمعارف بزرگ اسلامی در پیرامون دانش انوری چنین می‌نویسد:

انوری از دانشمندان نامور روزگار خود به‌شمار می‌رود و اشعارش، در بردارندهٔ دانش‌ها و معارف آن دوران است. اشارات، تلمیحات، تصویرسازی و مضمون‌آفرینی‌هایش، همه از استادی او در منطق، موسیقی، هیئت، ریاضی، علوم طبیعی، نجوم و حکمت حکایت دارد… انوری به ابن سینا اعتقادی تام داشت… وی همچنین کتابی در شرح اشارات ابن‌سینا با عنوان البشارات فی شرح الاشارات تألیف کرده بود…
کتابی در حکمت یا نجوم نیز توسط انوری نوشته شده‌است که به شاه قطب‌الدین، صاحب موصل، تقدیم کرده بود. به گمان شفیعی کدکنی این کتاب، احتمالاً همان کتاب مفید است که دولتشاه سمرقندی بدان اشاره کرده‌است. یان ریپکا از ایرانشناسان اروپایی مدعی شده که از اشعار و آثار انوری برمی آید که وی تا حدودی به قانون جاذبه زمین پی برده بوده. او این را به ویژه در شعری با عنوان: «شبی در حال مستی از بامی درافتاد و این قطعه را سرود» نشان داده‌است. در این قطعه وی افتادن خود را از پشت بام بر خلاف نظر همیشگی علمای آن زمان که آن را مربوط به ماهیت جسم و میل و کشش درونی جسم به سوی پایین می‌دانستند این بار سقوط شی را به زمین و خواست و ماهیت زمین نسبت داده‌است. قطعه مذکور به این‌گونه‌است:
| گرچه شب سقطهٔ من هر که دید  |  | پاره‌ای از روز قیامت شمرد    |
| عاقبت عافیت آموز را        |  | گنج بزرگیست پس از رنج خرد   |
| من که نیم دستخوش آسمان     |  | کی برم از گردش او دستبرد    |
| پی نبری خاصه در این حادثه  |  | تا نشوی بر سر پی همچو کـُرد  |
| واقعه از سر بشنو تا بپای   |  | پای بر این راه چه باید فشرد |
| سوی فلک می‌شدم الحق نه زانک |  | تا بشناسم سبب صاف و درد     |
| منزلتت گفت شوی بنگری       |  | تا کلهیت آید از این هفت برد |
| خاک چو از عزم من آگاه شد   |  | روح برو از غم هجرم بمرد     |
| حلم مرا باز برو دل بسوخت   |  | راه نکو عهدی و یاری سپرد    |
| از فلکم باز عنان بازتافت   |  | بار دگر زی کرهٔ خاک برد      |